# Радим Кучера
Радим Кучера (чеськ. Radim Kučera, нар. 1 березня 1974, Валашске Мезиржичі) — чеський футболіст, що грав на позиції захисника. По завершенні ігрової кар'єри — тренер. З 2024 року очолює тренерський штаб словацької команди «Ружомберок». Виступав, зокрема, за клуби «Сігма» (Оломоуць) та «Армінія» (Білефельд). Як футболіст — володар Кубка Чехії.

## Ігрова кар'єра
Радим Кучера народився 1974 року в місті Валашске Мезиржичі, та є вихованцем футбольної школи клубу «Вігантіце». У професійному футболі дебютував 1992 року виступами за команду «Дукла» (Граніце), в якій грав до 1993 року. З 1993 до 1995 року Кучера грав у складі команди «Фрідек-Містек», а в 1995 році перейшов до складу клубу «Каучук», у складі якого грав до 1998 року.
У 1998 році футболіст перейшов до складу клубу «Сігма» (Оломоуць), у якому грав до 2005 року. У складі команди з Оломоуця Кучера був основним гравцем захисту команди.
2005 року Радим Кучера уклав контракт з німецьким клубом «Армінія» (Білефельд), у складі якого грав до 2010 року. У 2010 році Кучера повернувся до клубу «Сігма», у складі якої грав до 2012 року, і в складі «Сігми» у сезоні 2011—2012 років став володарем Кубка Чехії. У 2012 році футболіст завершив виступи на футбольних полях.

## Кар'єра тренера
У 2014 році Радим Кучера розпочав тренерську кар'єру, увійшовши до тренерського штабу клубу «Опава», де пропрацював з 2014 по 2015 рік. З 2015 до 2017 року Кучера працював головним тренером клубу «Зноймо». У 2017 року тренер очолив команду «Банік», з якою працював до 2018 року. У 2018—2020 роках Кучера працював головним тренером клубу «Височина». З 2020 до 2021 року тренер працював з юнацькою збірною Чехії віком до 20 років.
У 2020 році Радим Кучера очолив тренерський штаб клубу «Тепліце», в якому працював до 2021 року. У 2022—2023 роках чеський тренер входив до тренерського штабу польського клубу «Нецєча». У 2024 році Кучера очолив чеський клуб «Простейов», але ще в цьому ж році став головним тренером словацького клубу «Ружомберок».

## Титули і досягнення
- Володар Кубка Чехії (1):

«Сігма» (Оломоуць): 2011–2012